# 馬亞鄉 (雅洛米察縣)
44°44′N 26°24′E / 44.733°N 26.400°E
馬亞鄉（羅馬尼亞語：Maia, Ialomița），是羅馬尼亞的鄉份，位於該國南部，由雅洛米察縣負責管轄，面積26平方公里，海拔高度72米，2007年人口1,843，人口密度每平方公里72人。